# 埃尔维斯玛尔·罗德里格斯
埃尔维斯玛尔·罗德里格斯·鲁伊斯（西班牙語：Elvismar Rodríguez Ruiz，1997年2月14日—）生于玻利瓦州圭亚那城，是一名委内瑞拉女子柔道运动员。她原先练习田径项目，大约10岁时她的母亲鼓励她练习柔道，她便放弃田径，改练柔道。2017年，她获奥林匹克团结基金资助，受邀前往日本东海大学留学，并在该大学训练，两年间，她一边训练一边学习日语，后来正式进入该大学体育学部就读。